# テアトロ・レアル
テアトロ・レアル（Teatro Real、王立劇場）は、スペインのマドリードにある歌劇場。

## 概要
1850年10月10日にガエターノ・ドニゼッティの『殉教者』でこけら落としをした。その後、興行不振が続き、1925年に一時閉鎖、1966年にリニューアルオープンした。
1969年のユーロビジョン・ソング・コンテストは史上初の4カ国同時優勝した舞台でもあったが、スペインで唯一のユーロビジョン会場でもあった。2012年以降、毎年12月22日に日本の年末ジャンボ宝くじに当たるソルテオ・エクストラオルディナリオ・デ・ナビダ（ロテリア・デ・ナビダ）の抽せん会が行われ、この模様はテレビ・ラジオで中継されている。

## オペラの公演
現在はマドリード王立劇場管弦楽団も劇場付属オーケストラとしてオペラ公演を中心に開かれている。
2020年、スペイン国内にも2019新型コロナウイルスの感染が拡大。 テアトロ・レアルにおける公演も影響が及び、同年7月から再開したベルディの歌劇「椿姫」の公演では、2座席ごとに空席を設けるなど観客を分散させるなど措置が講じられた。しかし同年9月20日、「仮面舞踏会」の公演が行われた際には、座席が込み合っているとの不安を感じた観客の抗議が警察が出動する騒ぎに発展し、公演が中止に追い込まれることがあった。

## 交通
マドリード地下鉄オペラ駅またはソル駅下車